# رامبلر
رامبلر (روسی: Рамблер) شرکت نرم‌افزار روسی است، که در سال ۱۹۹۶ تأسیس شد و هم‌اکنون متعلق به اسبربانک می‌باشد.

## گوگل
در 18 ژوئیه 2008 اعلام شد که گوگل قصد دارد Begun ، بخشی از Rambler Media و یکی از بزرگترین خدمات تبلیغاتی متنی روسیه را به قیمت 140 میلیون دلار بخرد ، اما این معامله توسط سرویس ضد انحصار فدرال روسیه مسدود شد.

## رقبا
رقبای اصلی Rambler در بازار روسیه Yandex و Mail.ru هستند. از جولای 2013 ، رمبلر در رتبه 11 محبوبیت در میان سایت های روسی قرار گرفت.

## تاریخچه
در سپتامبر 2016 گزارش شد که سایت در فوریه 2012 نقض شده است. LeakedSource در آن زمان یک پایگاه داده کاربر را دریافت کرد که شامل نام های کاربری ، رمزهای عبور و حساب های پیام فوری ICQ برای بیش از 98 میلیون کاربر بود. مشخص شد که پایگاه داده Rambler.ru رمزهای عبور کاربر را در متن ساده ذخیره می کند - به این معنی که هر کسی که پایگاه داده را نقض کند فوراً به حسابهای ایمیل همه کاربران آن دسترسی دارد.
در سال 2020 ، شرکت دولتی Sberbank تنها مالک گروه رسانه ای Rambler شد.